# Fairey Firefly I
Il Fairey Firefly fu un aereo da caccia monomotore, monoposto e biplano, sviluppato dall'azienda britannica Fairey Aviation Company Limited nella prima metà degli anni venti e rimasto allo stadio di prototipo. Pur non riscuotendo successo commerciale, l'esperienza acquisita fu riutilizzata nel più fortunato derivato Firefly II.

## Storia del progetto
Nei primi anni venti la Fairey Aviation decise di realizzare su propria iniziativa un nuovo modello di aereo da caccia da proporre sul mercato dell'aviazione militare, affidandone lo sviluppo al proprio capo progettista Marcel Lobelle.
Il gruppo di lavoro da lui diretto disegnò un velivolo dall'impostazione, per l'epoca, convenzionale, un monomotore in configurazione traente con struttura lignea, monoposto, dalla velatura biplana e carrello d'atterraggio fisso.
Il prototipo volò per la prima volta il 9 novembre 1925 ai comandi del pilota collaudatore e ufficiale della Royal Air Force Norman Macmillan.
Presentato alla valutazione delle autorità britanniche, l'Air Ministry, il ministero che in quel periodo era deputato alla gestione dell'intera aviazione nel Regno Unito, espresse diffidenza nei confronti del modello, in parte per la scelta dell'azienda di equipaggiarlo con un motore aeronautico Curtiss di produzione statunitense e in parte a causa della sua costruzione in legno, non emettendo alcuna commissione all'azienda con sede ad Hayes.